# Un beau jour
Pour plus de détails, voir Fiche technique et Distribution.
Un beau jour (One Fine Day) est une comédie dramatique américaine réalisée par Michael Hoffman, sortie en 1996.

## Synopsis
Jack Taylor, chroniqueur au Daily News, est sur le point de décrocher un scoop important sur des magouilles mettant en cause le maire de New York, lorsqu'il se retrouve soudain avec sa fille Maggie sur les bras, son ex-femme partant précipitamment en lune de miel. De son côté, une jeune architecte, Melanie Parker, doit amener son fils à l'école impérativement à l'heure, la classe de ce dernier participant à une excursion en mer, alors qu'elle doit présenter la maquette d'un important projet. Ils se rencontrent sur l'embarcadère où ils viennent de louper le bateau.

## Fiche technique
- Titre : Un beau jour
- Titre original : One Fine Day
- Réalisation : Michael Hoffman
- Scénario : Terrel Seltzer et Ellen Simon
- Production : Lynda Obst
- Société de production : Twentieth Century Fox
- Distribution :  Suisse romande : Twentieth Century Fox[1]  France : UGC Fox Distribution
- Musique : James Newton Howard
- Photographie : Oliver Stapleton
- Montage : Garth Craven
- Décors : David Gropman
- Costumes : Susie DeSanto
- Pays d'origine :  États-Unis
- Format : Couleurs - 1,85:1 - DTS / Dolby Digital - 35 mm
- Genre : comédie dramatique, romance
- Durée : 108 minutes
- Dates de sortie : 
  - États-Unis : 20 décembre 1996
  - France : 19 février 1997
  - Suisse romande : 21 février 1997[1]
- Classification :
  - États-Unis : PG for language and mild sensuality[2].
  - France : Tous Publics

## Distribution
- Michelle Pfeiffer (VF : Emmanuèle Bondeville) : Mélanie Parker
- George Clooney (VF : Richard Darbois) : Jack Taylor
- Mae Whitman (VF : Adeline Chetail) : Maggie Taylor
- Alex D. Linz (VF : Alexandre Nguyen) : Sammy Parker
- Charles Durning (VF : Jacques Dynam) : Lew
- Amanda Peet (VF : Déborah Perret) : Celia
- Jon Robin Baitz : M. Yates Jr.
- Ellen Greene : Mme Elaine Lieberman
- Joe Grifasi : Manny Feldstein
- Pete Hamill : Frank Burroughs
- Anna Maria Horsford : Evelyn
- Gregory Jbara : Freddy
- Sheila Kelley : Kristen
- Barry Kivel : M. Yates Sr.
- Robert Klein : Dr. Martin
- George Martin : M. Smith Leland
- Bitty Schram : Marla
- Michael Massee : Eddie Parker
- Holland Taylor : Rita

### Box-office
| Pays                         | Box-office      | Nbre de sem. | Classement TLT | Date  |
| Box-office mondial           | 97 529 550 USD  | -            | -              | Total |
| Box-office États-Unis/Canada | 46 151 454 USD  | -            | 1.036e         | Total |
| Box-office France            | 451 860 entrées | -            | -              | Total |
| Box-office Suisse            | 146 668 entrées | -            | 357e           | Total |

Sources
- États-Unis/Canada et Mondial : boxofficemojo
- France : CNC
- Suisse : procinema

## Distinctions

### Récompenses
- 1997 : Blockbuster Entertainment Award de la meilleure actrice pour Michelle Pfeiffer

### Nominations
- 1997 : nommé aux oscars pour la meilleure musique pour James Newton Howard, Jud Friedman et Allan Dennis Rich
- 1997 : nommé aux Golden Globe pour la meilleure musique originale pour James Newton Howard, Jud Friedman et Allan Dennis Rich
- 1998 : nommé aux Grammy Award pour la meilleure musique originale pour James Newton Howard, Jud Friedman et Allan Dennis Rich